# Шёнбах (Каменц)

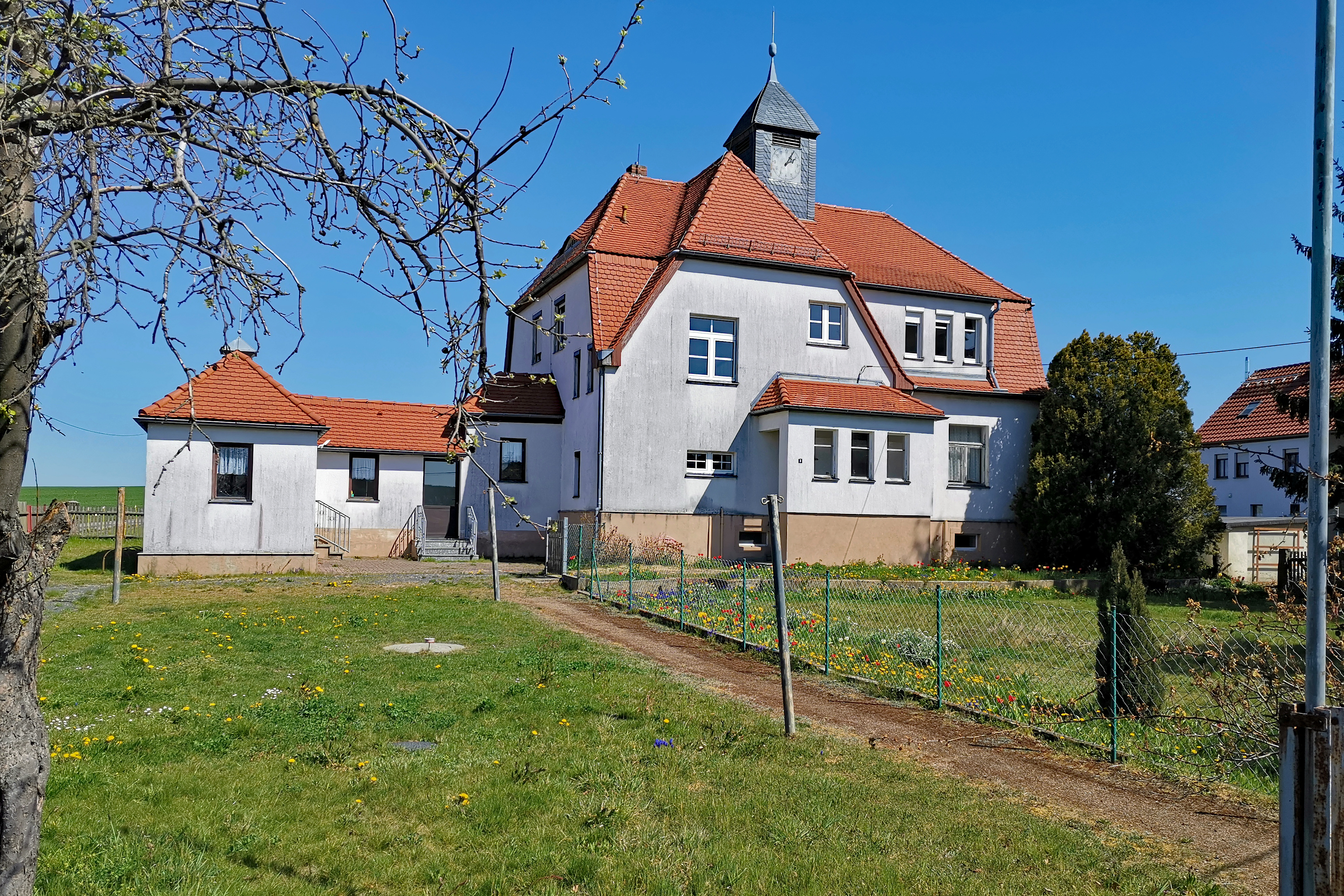
Школа в Шёнбахе

Шёнбах (нем. Schönbach) — сельский населённый пункт в городских границах Каменца, район Баутцен, федеральная земля Саксония, Германия.

## География
Находится среди лесного массива северо-западнее Каменца на автомобильной дороге S93 (участок Либенау — Буллериц).
Соседние населённые пункты: на востоке — Куннерсдорф (Глинка, в городских границах Каменца), на юго-востоке — Либенау (Лубнёв, в городских границах Каменца), на юге за лесом — деревня Брауна (Брунов, в городских границах Каменца), на юго-западе за лесом — Рорбах (в городских границах Каменца) и деревня Качвиц (Кочица) коммуны Добершау-Гаусиг и на северо-западе — деревня Буллериц (Болерицы) коммуны Швепниц.

## История
Впервые упоминается в 1225 году под наименованием «Sconenbach». В средние века деревня принадлежала женскому аббатству Мариенштерн. С 1994 по 1999 года входила в коммуну Шёнтайхен. 1 января 1999 года вошла в городские границы Каменца в статусе самостоятельного сельского населённого пункта.
Исторические немецкие наименования:
- Sconenbach, 1225
- Schzonenbach, Schonenbach, 1374
- Schonebach, 1401
- Schonbach, 1562
- Schönbach, 1791
- Schönbach b. Kamenz, 1875

## Население
| 1834 | 1871 | 1890 | 1910 | 1925 | 1939 | 1946 | 1950 | 1964 | 1990 | 2011 |
| ---- | ---- | ---- | ---- | ---- | ---- | ---- | ---- | ---- | ---- | ---- |
| 143  | 186  | 207  | 214  | 219  | 202  | 186  | 210  | 219  | 194  | 166  |